# Cannington
Cannington is een civil parish in het bestuurlijke gebied Sedgemoor, in het Engelse graafschap Somerset met 2271 inwoners.

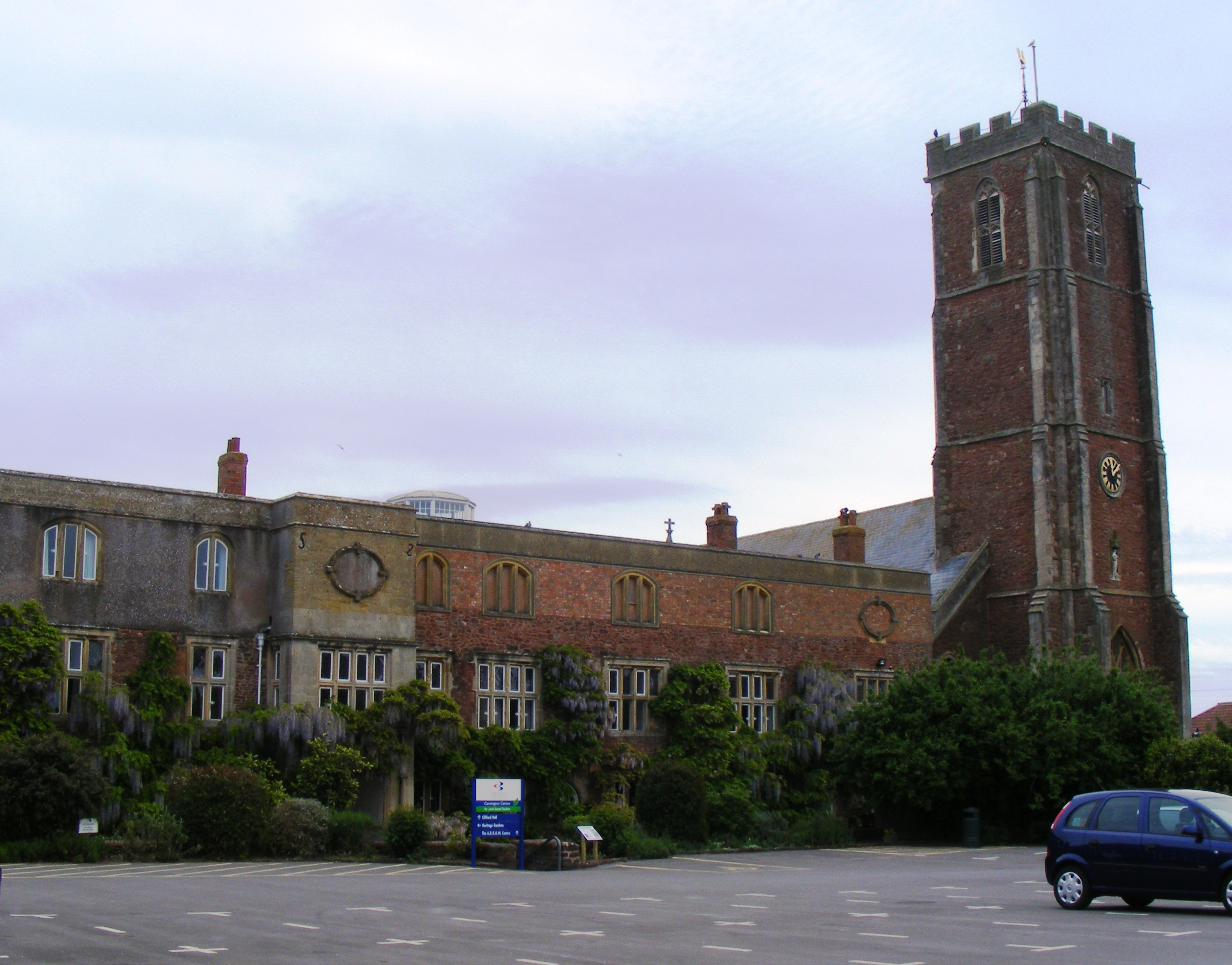
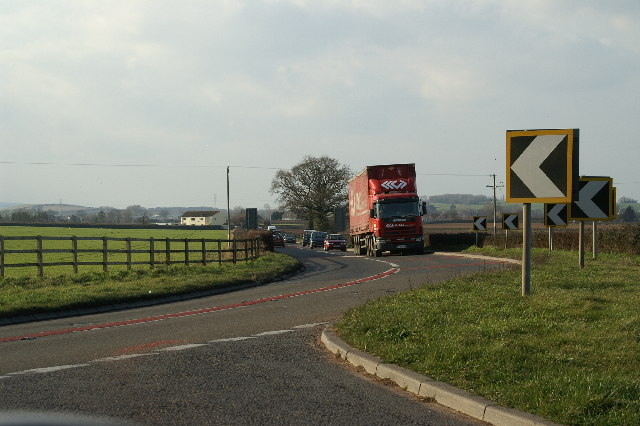